# Kanton Vianden
Koordinaten: 49° 56′ N, 6° 12′ O

Der Kanton Vianden ist sowohl flächenmäßig als auch nach der Einwohnerzahl kleinste Kanton des Großherzogtums Luxemburg.

## Geographie
Er liegt im Norden des Landes und grenzt im Norden an den Kanton Clerf, im Osten an das deutsche Land Rheinland-Pfalz und im Süden und Westen an den Kanton Diekirch.

## Geschichte
Vorläufer des Kantons war die Grafschaft Vianden.
Bis zur Abschaffung der luxemburgischen Distrikte am 3. Oktober 2015 gehörte der Kanton zum Distrikt Diekirch.

## Verwaltungsgliederung
Der Kanton Vianden umfasst die drei Gemeinden (Einwohnerzahlen vom 1. Januar 2023)
- Putscheid (1153)
- Tandel (2238)
- Vianden (2203)